# Comunisme de guerra
Comunisme de guerra o comunisme militar (rus, (1918 - 1921) va ser el sistema econòmic i polític que existí a la Rússia soviètica durant la Guerra Civil Russa, entre 1918 i 1921. D'acord amb la historiografia soviètica, els bolxevics adoptaren aquesta política amb la intenció de mantenir les ciutats i a l'Exèrcit Roig amb subministraments d'armes i menjar, en unes condicions en les que tots els mecanismes econòmics i relacions comercials estaven sent destruïts per la guerra. El Comunisme de Guerra, que començà al juny de 1918, va ser reforçat pel Consell Econòmic Suprem, conegut com a Vesenkha. Va acabar el 21 de març de 1921, amb l'inici de la Nova Política Econòmica, que s'estengué fins al 1928.
El comunisme de guerra incloïa les polítiques següents:
```
tota la indústria era nacionalitzada, introduint-se una direcció estrictament centralitzada.
```

1. s'introduïa el monopoli de l'Estat sobre el comerç exterior
2. s'establia una estricta disciplina sobre els treballadors, i els vaguistes podien arribar a ser afusellats
3. s'establien deures laborals obligatoris sobre les classes no-treballadores
4. s'establia la prodazviorstka, el requisament dels excedents agrícoles de la pagesia per distribuir-los entre la resta de la població
5. s'establia el racionament del menjar i de la majoria de comoditats, distribuint-se de manera centralitzada
6. l'empresa privada esdevenia il·legal
7. s'establia un control militaritzat de la xarxa ferroviària
8. s'augmentava la jornada laboral.

Com que totes aquestes mesures van implementar-se en una època de guerra civil, hi va haver menys coherència i coordinació a la pràctica del que pogués semblar sobre el paper. Grans regions de Rússia estaven fora del control dels bolxevics, i el pobre estat de les comunicacions feia que fins i tot les regions lleials als comunistes sovint havien d'actuar per iniciativa pròpia, sense ordres o coordinació central de Moscou. Va haver un gran debat sobre si el "comunisme de guerra" representava una política econòmica en el mateix sentit de la paraula o simplement eren una sèrie de mesures desesperades amb la intenció de guanyar la guerra a qualsevol preu.
Els objectius dels Bolxevics en implementar el comunisme de guerra són objecte de controvèrsia. Alguns comentaristes, entre ells diversos de bolxevic, han argumentat que era amb l'únic propòsit de guanyar la guerra. El mateix Lenin, per exemple, va dir que la confiscació dels excedents de la pagesia era una mesura que s'havia pres per les imperatives condicions del temps de guerra. D'altres comentadors, com l'historiador Richard Pipes, el filòsof Michael Polanyi o economistes com Paul Craig Roberts o Sheldon L. Richman han comentat que el comunisme de guerra era una temptativa per eliminar immediatament la propietat privada, la producció d'articles de consum i el mercat de canvi, i així implementar l'economia comunista; a més que els líders bolxevics esperaven augmentar immediatament i a gran escala la producció. Aquesta opinió va ser subscrita per Nikolai Bukharin, que va dir que vam concebre el comunisme de guerra com l'universal, com la forma normal de la política econòmica del proletariat victoriós i no per durar només la guerra.
El comunisme de guerra va agreujar catastròficament les dures experiències de la població de resultes de la guerra. Els pagesos rebutjaren col·laborar en produir menjar, i el govern va anar molt més enllà. Els treballadors començaren a emigrar de les ciutats cap al camp, on les oportunitats de produir-se menjar per a si mateix eren molt majors. Entre 1918 i 1920, Petrograd va perdre el 75% de la seva població, mentre que Moscou en perdia el 50%. Per tota Rússia emergí un mercat negre, malgrat l'amenaça de l'aplicació de la llei marcial. El ruble s'enfonsà, sent substituït per un sistema de canvi i, el 1921, la indústria pesant havia caigut a uns nivells del 20% del que es fabricava el 1913. El 90% de les transaccions comercials eren a canvi de menjar més que no pas de diners. El 70% de les locomotores necessitaven reparacions, i el requisament de menjar, combinat amb els efectes de 7 anys de guerra i d'una gran sequera contribuïren a una fam que causa entre 3 i 10 milions de morts.
Com a resultat de tot plegat, s'estengué per tot el país una onada de vagues de treballadors i revoltes camperoles, com la revolta Tambov. El punt d'inflexió va ser la revolta Kronstadt, a la base naval al març de 1921. La revolta causà un efecte d'alerta sobre Lenin, car els mariners del Kronstadt eren considerats pels bolxevics com els més rojos dels rojos. Després del final de la guerra civil la política del comunisme de guerra va ser substituïda per la Nova Política Econòmica.